# 특급 비밀
《특급 비밀》(영어: Top Secret!)은 미국에서 제작된 짐 에이브럼스, 데이비드 주커, 제리 주커 감독의 1984년 액션 코미디 영화이다. 밸 킬머 등이 출연하였고, 존 데이비슨 등이 제작에 참여하였다.

## 출연진
- 밸 킬머
- 루시 거터리지
- 크리스토퍼 빌리어스
- 제러미 켐프
- 오마 샤리프
- 피터 쿠싱
- 마이클 고프
- 워런 클라크
- 해리 디츤
- 짐 카터
- 에디 태고

## 기타 제작진
- 협력 제작: 톰 제이컵슨
- 배역: 수전 아널드, 루시 볼팅, 메리 셀웨이
- 미술: 피터 러몬트, 마이클 러몬트
- 의상: 에마 포티어스